# Agathis kinabaluensis
Agathis kinabaluensis (Агатис Кінабалу) — вид хвойних рослин родини араукарієвих.

## Поширення, екологія
Країни проживання: Малайзія (Сабах, Саравак). Знаходиться у верхньому гірському лісі, моховому нижньогірському лісі і субальпійських чагарниках (на висотах між 1500 і 2400 м). Живе на бідних живильними речовинами субстратах, таких як гіпербазітах, гранітах або пісковиках.

## Морфологія
Дерево до 36 м заввишки. Виробляє білу смолу. Кора темно-коричнева зовні, внутрішньо червонувата, сипуча, відлущується нерівними пластинами. Молоді дерева з гладкою корою. Молоді листки круглі, як правило, загострені, до 9 см довжиною 4,4 см в ширину, на короткій ніжці. Дорослі листки круглі, загострені або тупі, на короткій ніжці, довжиною 4–7 см по 1,8–3,2 см в ширину, не сизі внизу. Чоловічі стробіли циліндричні, 2–3 см довжиною, 9 мм в діаметрі. Молоді жіночі шишки гладкі. Жіночі шишки до 11 см в довжину і 8 см в діаметрі, вершина кутаста і закруглена.

## Загрози та охорона
Відносно невеликий розмір двох відомих субпопуляцій і їхнє обмежене поширення робить їх уразливими для випадкових подій. Деревина використовується на місцевому рівні для будівництва будинків й доріжок для туристів. Обидві субпопуляції знаходяться в національних парках.